# Typha davidiana
Typha davidiana är en kaveldunsväxtart som först beskrevs av Ernst Moriz Mauriz Kronfeld, och fick sitt nu gällande namn av Hand.-mazz. Typha davidiana ingår i släktet kaveldun, och familjen kaveldunsväxter. Inga underarter finns listade i Catalogue of Life.